# Jokisaari (ö i Finland, Norra Savolax, Varkaus)
Jokisaari är en ö i Finland. Den ligger i vattendraget Osmajoki och i kommunen Varkaus i den ekonomiska regionen  Varkaus ekonomiska region  och landskapet Norra Savolax, i den södra delen av landet, 280 km nordost om huvudstaden Helsingfors. Öns area är 1 hektar och dess största längd är 190 meter i nord-sydlig riktning. Ön ingår i ett naturskyddsområde.